# (569) Миса
(569) Миса (греч. Μίση, лат. Mise) — астероид главного пояса, который принадлежит к спектральному классу C и возглавляет одноимённое семейство. Он был открыт 27 июля 1905 года австрийским астрономом Иоганном Пализой в Венской обсерватории и назван в честь древнегреческой богини  Мисы (божества орфизма), супруги Диониса.